# Masaya Nakamura (photographe)
Pour les articles homonymes, voir Masaya Nakamura.
Masaya Nakamura (中村 正也, Nakamura Masaya) (29 mars 1926 - 6 juin 2001) est un photographe japonais particulièrement reconnu pour ses photographies de nus.

## Biographie
Masaya Nakamura naît le 29 mars 1926, à Yokohama, au Japon. Après avoir été diplômé en 1958 du précurseur de l'université de Chiba, il travaille pour différents employeurs, photographie des acteurs et réalise des plans fixes pour le cinéma. Il se met à son compte en 1951 et en 1954 se joint à Yūji Hayata pour fonder le Hayata's studio. Il travaille également pour le magazine Chūō Kōron.
À partir du milieu des années 1950, Nakamura se consacre progressivement aux nus, dont l'un paraît dans le numéro du 30e anniversaire de Life en 1966. En 1958, il crée sa propre société, Masaya Studio マサヤスタジオ (Masaya sutajio)).
Il est lauréat de l'édition 1994 des prix de la Société de photographie du Japon dans la catégorie « contributions remarquables ».

## Albums
- Guramaa foto no utsushikata (グラマア・フォトの写し方?), Jitsuyō Hyakka Sensho, Tokyo, Kin'ensha, 1957.
- Nus japonais, Paris, éditions Prisma, 1959.
- Nude nishi to higashi (Nude西と東?), Tokyo, Mainichi Shinbunsha, 1969.
- Ema nūdo in Afurika: Kami kara nusunda atsui hadaka (エマ・ヌード・イン・アフリカ：神から盗んだ熱い裸?) (Ema Nude in Africa), Tokyo, Heibonsha, 1971.
- Onna no anguru (女のアングル?), Gendai Kamera Shinsho, Tokyo, Asahi Sonorama, 1976.
- Boku no shigoto: Nakamura Masaya (僕の仕事・中村正也?), numéro spécial de Photo Contest, Tokyo, 1976.
- Utsusareta onna (写された女?) (Woman's Sphere), Tokyo, Azuma Shuppan, 1978.
- Iki (粋?), Nihon no Kokoro 6, Tokyo, Shūeisha, 1981.
- Denshin otama: Kaika sōshi (電信お玉　開化草紙?), Tokyo, Canon Club, 1984.
- Kyō no shiki (京の私季?), Tokyo, Kumon, 1985.
- Ao kimono tachi (青きものたち?), BeeBooks, Tokyo, Okamura, 1990.
- Hiru-sagari no shisen (昼下がりの視線?) (A Midday Stroll), Genkōsha Mook 30 Photo Salon, Genkōsha, 1990.
- Supein (スペイン?), Tokyo, Nippon Camera, 1991.
- Yume machigusa (夢まちぐさ?), Nihon Manpower, 1992.
- Kyō ochikochi: Miyakobito to sennen no kokoro to shiki no en (京・をちこち：都びと千年の心と四季の艶?), BeeBooks, Tokyo, Okamura, 1993.
- Nyūjīrando kikō (ニュージーランド紀行?) (New Zealand), Tokyo, Nippon Camera, 1995.